# Why’d You Only Call Me When You’re High?
A Why’d You Only Call Me When You’re High? az Arctic Monkeys angol rockegyüttes dala, ami harmadik kislemezként jelent meg ötödik stúdióalbumukról, az AM-ről, 2013. augusztus 11-én. A dalt Alex Turner énekes írta és szerezte, míg a produceri munkát James Ford végezte. Megjelenése után kritikusok hasonlították LL Cool J és Dr. Dre munkájához.
2013. augusztus 30-án megjelent a kislemez B-oldalának, a Stop the World I Wanna Get Off with You-nak audiója az együttes YouTube-csatornáján. A dalhoz megjelent egy videóklip is, amit Nabil Elderkin rendezett.
2020 októberében és 2021 januárjában is ismét sláger lett a dal, ezúttal a TikTok platformnak köszönhetően.

## Háttér
A dal 2013. július 29-én kiszivárgott közösségi média oldalakra, de gyorsan el lett távolítva. Hivatalosan 2013. augusztus 11-én jelent meg, egy videóklippel együtt.
A Why’d You Only Call Me When You’re High? egy R&B, funk-rock, blues-rock dal. Carl Purvis (No Ripcord) azt mondta róla, hogy „úgy hangzik, mintha egy Jurassic 5 mixtape-ről került volna elő, mielőtt megjelenik Turner bősz szomja, hogy enyhítse kéjvágyait.” Robert Ham (Paste) szerint a dal leírja Turner „vágyait egy hajnali hármas találkozásra, amit a cím cáfolni próbál.” Andy Baber (MusicOMH) kijelentette, hogy a dal „heves, töredező alappal” rendelkezik. Ezt követően hozzátette, hogy „megerősíti azt az érzést, hogy az AM az éjszaka albuma.” Benji Taylor (Pretty Much Amazing) azt írta, hogy az, ahogy az együttes felhasználja a „dadogó hiphopalapokat” az AM-en, a legfeltűnőbb a Why’d You Only Call Me When You’re High? hallgatása közben, míg Jazz Monroe kiemelte Dr. Dre és Timbaland befolyását.

## Videóklip
A Why’d You Only Call Me When You’re High? videóklipjét Nabil Elderkin rendezte és 2013 júliusában kezdték el forgatni. 2013. augusztus 10-én jelent meg, a kislemezzel egyidőben. 2023 áprilisáig 160 millió megtekintést gyűjtött össze, Lamie Stewart vendégszerepel benne, Stephanie szerepében.
A videóban Alex Turner, Jamie Cook, Nick O’Malley és Matt Helders látható, a kelet-londoni Howl at the Moon kocsmában a Hoxton Streeten, ahogy isznak. A háttérben lehet hallani a Do I Wanna Know? dalt. Alex részegen több üzenetet is küld egy nőnek, kinek neve Stephanie, hogy találkozzanak aznap este, de nem kap választ. Mikor elhagyja a kocsmát, a városban sétálgat és azt hallucinálja, hogy Stephanie más férfiakkal közösül és egy motoron ül, meztelenül. Útja végén megérkezik egy házhoz, amit összetéveszt a nő otthonával és bekopog, az írva egy üzenetben, hogy „Itt vagyok.” A következő jelenetben az utca másik oldalán élő házban élő Stephanie látható, ahogy észreveszi a 17 nem olvasott üzenetet, majd szemét forgatva figyelmen kívül hagyja őket.
A videóklipet jelölték a Legjobb rock videó díjra a 2015-ös MTV Video Music Awards díjátadón.

## Számlista
Az összes dal szerzője Alex Turner. 
| 1. | Why’d You Only Call Me When You’re High? | 2:41 |

| 1. | Why’d You Only Call Me When You’re High? | 2:41 |
| 2. | Stop the World I Wanna Get Off with You  | 3:11 |

## Közreműködők
Arctic Monkeys
- Alex Turner – ének, gitár, ritmusgitár
- Jamie Cook – gitár, ritmusgitár
- Nick O’Malley – basszusgitár, bariton gitár, háttérénekes
- Matt Helders – dobok, ütőhangszerek, háttérénekes

További zenészek
- James Ford – billentyűk

## Slágerlisták
| Slágerlista (2013–2014)               | Legmagasabb pozíció |
| ------------------------------------- | ------------------- |
| Ausztrália (ARIA)                     | 56                  |
| Belgium (Ultratop 50 Flanders)        | 31                  |
| Belgium (Ultratip Wallonia)           | 22                  |
| Egyesült Királyság (UK Singles Chart) | 8                   |
| Egyesült Királyság (UK Indie Chart)   | 1                   |
| Franciaország (Single Top 100)        | 164                 |
| Írország (IRMA)                       | 33                  |
| Japán (Billboard Japan Hot 100)       | 42                  |
| Kanada (Canadian Hot 100)             | 87                  |
| Kanada Rock (Billboard)               | 5                   |
| Skócia (Scottish Singles Top 40)      | 7                   |
| US Hot Rock Songs (Billboard)         | 14                  |
| US Rock Airplay (Billboard)           | 6                   |
| US Alternative Songs (Billboard)      | 5                   |
| US Mainstream Rock (Billboard)        | 31                  |

| Slágerlista (2021–2022)          | Legmagasabb pozíció |
| -------------------------------- | ------------------- |
| Global 200 (Billboard)           | 193                 |
| Portugália (AFP Top 100 Singles) | 67                  |

| Slágerlista (2013)              | Pozíció |
| ------------------------------- | ------- |
| Egyesült Királyság (UK Singles) | 143     |

| Slágerlista (2014)               | Pozíció |
| -------------------------------- | ------- |
| US Hot Rock Songs (Billboard)    | 29      |
| US Rock Airplay (Billboard)      | 20      |
| US Alternative Songs (Billboard) | 15      |

| Slágerlista (2021) | Pozíció |
| ------------------ | ------- |
| Portugália (AFP)   | 175     |

| Slágerlista (2022) | Pozíció |
| ------------------ | ------- |
| Litvánia (AGATA)   | 48      |

## Minősítések
| Régió | Minősítés       | Eladott példányszám |
| --- | --------------- | ------------------- |
| Ausztrália (ARIA) | Aranylemez      | 35 000^             |
| Dánia (IFPI Danmark) | Platinalemez    | 90 000‡             |
| Egyesült Királyság (BPI) | 2× Platinalemez | 1 200 000‡          |
| Mexikó (AMPROFON) | Aranylemez      | 30 000‡             |
| Olaszország (FIMI) | Platinalemez    | 70 000‡             |
| Portugália (AFP) | 2× Platinalemez | 40 000‡             |
| Streaming |                 |                     |
| Görögország (IFPI Greece) | Platinalemez    | 2 000 000†          |
| ^ Kiszállítási példányszámok kizárólag a minősítés alapján. ‡ Eladási+streaming példányszámok kizárólag a minősítés alapján. † Csak streaming számok kizárólag a minősítés alapján. |                 |                     |

## Kiadások
| Régió              | Dátum               | Formátum                        | Kiadó  |
| ------------------ | ------------------- | ------------------------------- | ------ |
| Egyesült Királyság | 2013. augusztus 11. | CD                              | Domino |
| Egyesült Királyság | 2013. augusztus 11. | digitális letöltés              | Domino |
| Olaszország        | 2013. szeptember 2. | kortárs slágerrádió             | Domino |
| Egyesült Királyság | 2013. szeptember 2. | 7" vinyl                        | Domino |
| Egyesült Királyság | 2013. szeptember 2. | digitális letöltés (B-oldallal) | Domino |